# Tom Smith (músico)
Tom Smith (Northampton, Inglaterra, 29 de abril de 1981) es un músico inglés, conocido por ser el vocalista, compositor, teclista y guitarrista rítmico de la banda de indie rock Editors, creada en Birmingham.

## Biografía
Smith nació en Northampton, creció en Stroud, Gloucestershire, donde atendió clases en el Woodchester Endowed Primary, en donde aprendió a tocar guitarra gracias a un profesor de apellido Holland. Luego atendería a la escuela Archway School.
Durante su juventud escucharía álbumes de bandas de britpop como Definitely Maybe de  Oasis y Parklife de Blur:
«De repente, todo lo que quería hacer era estar en una banda», dijo Smith. «Aprendí a tocar la guitarra mientras escuchaba aquellos discos».
Posteriormente estudió la carrera tecnológica de música en la Universidad de Staffordshire, en donde conoció a los demás integrantes de Editors.
Actualmente vive en Londres con su compañera, la locutora de BBC Radio 1 Edith Bowman, con quien tiene un hijo llamado Rudy Brae Bowman Smith (nacido el 10 de junio de 2008).
En 2011, Smith contribuyó con su voz en la canción 'Joshua' de la banda electrónica irlandesa The Japanese Popstars. Realizó un disco en colaboración con Andy Burrows, de las bandas I Am Arrows, We Are Scientists y Razorlight. Su álbum, 'Funny Looking Angels', salió a la venta el 28 de noviembre de 2011 con temas navideños.

## Estilo Vocal
Su estilo vocal ha sido comparado con cantantes post-punk de la talla de Ian Curtis de Joy Division, Paul Banks de Interpol, Robert Smith de The Cure y Michael Stipe de R.E.M.. Su registro vocal corresponde al de un barítono.